# 裴行立
裴行立（774年—820年8月26日），唐朝绛州稷山人，裴守真的五世孙，高祖父是裴耀卿的弟弟起居郎裴僑卿，曾祖父尚舍直長裴汧，其父戶部員外郎裴伯言。
裴行立重诺言，学兵法。母亲去世，哭泣出血。他是镇海军节度使李锜的外甥，李锜密谋多和裴行立商量。李锜谋反时，裴行立想要归顺朝廷。与四院随身兵马使张子良、李奉仙、田少卿通谋，裴行立在内策应。张子良等人率兵回到润州，裴行立举火，内外鼓噪，裴行立攻牙门。李锜大惊，左右说：“城外兵马至。”李锜问：“何人？”回答：“张中丞。”李锜大怒，问：“门外何人举兵？”回答：“裴侍御也。李锜捶胸道：“裴行立也背叛我了！”光脚逃到女楼下。李钧率领三百兵出庭院格斗，裴行立斩李钧，传首城下。李锜被擒。裴行立以功被任命为沁州刺史。后来升任卫尉少卿。他向朝廷表示愿治民，被任命为河东县令，宽猛得当。
元和八年（813年）八月，以张勔年老，朝廷任命蕲州刺史裴行立为安南都护、本管经略招讨使。环王国叛人李乐山谋废其君，来请兵，裴行立不接受，命部将杜英策将其讨斩。杜英策和范廷芝，都是南蛮洞豪，之前的经略使用他们领兵，他们横行无度。裴行立记住他们的罪，让他们自效，于是杜英策死力作战。范廷芝休假，久久不还，裴行立召来他，相约：“军法，逾期者斩，之后还这样，你就死了！”后来范廷芝逾期，裴行立将他笞杀，把他的尸体还给范氏，再选范氏良家子弟代替他，于是威风大行。
裴行立改任桂管观察使。元和十一年（816年），黄家洞叛，攻打钦、横二州，被邕管经略使韦悦击破，再攻打宾、峦二州。攻克岩州，桂管观察使裴行立轻视其军弱，请发兵尽诛叛者，唐宪宗同意。裴行立出击，战事持续二年，他妄奏斩获二万。他和安南都护桂仲武、容管阳旻妄开边衅，邕、容两道杀伤病疫死者十分之八以上。
元和十四年（819年）十月五日柳宗元去世，儿子周六、周七，才三四岁。桂管观察使裴行立为为他护丧、送其妻儿回到京师。安南兵乱，杀都护李象古，擢升唐州刺史桂仲武为都护，桂仲武逗留不敢进，贬为安州刺史。元和十五年（820年）二月，以桂管观察使裴行立为安南都护，充本管经略使。七月，安南都护裴行立在路上去世，时年四十七岁，赠右散骑常侍。